# Paucar del Sara Sara (provincie)
| Páucar del Sara Sara                                     | Páucar del Sara Sara                      |
| -------------------------------------------------------- | ----------------------------------------- |
| Harta localizării provinciei în cadrul regiunii Ayacucho |                                           |
| Informații generale                                      |                                           |
| Nume nativ                                               | Provincia de Páucar del Sarasara          |
| Țară                                                     | Peru                                      |
| Regiune                                                  | Ayacucho                                  |
| Fondare                                                  | 2 ianuarie 1985                           |
| Primar                                                   | Daniel Santos Guardia Escobar (2011-2014) |
| - Capitală                                               | Pausa                                     |
| - Suprafață totală                                       | 2097 km2                                  |
| Cel mai înalt punct                                      | 2518                                      |
| - Districte                                              | 10                                        |
| Populație                                                |                                           |
| An recensământ                                           | 2005                                      |
| - Totală                                                 | 10 610                                    |
| - Densitate                                              | 5,06/km2                                  |
| Fus orar                                                 | UTC-5                                     |
| Sit web                                                  | http://www.munipaucar.gob.pe/             |
| UBIGEO                                                   | 0508                                      |
| Modifică text                                            |                                           |

Páucar del Sara Sara este una dintre cele unsprezece provincii din regiunea Ayacucho din Peru. Capitala este orașul Pausa. Se învecinează cu provincia Parinacochas și cu regiunile Arequipa și Apurímac.

## Diviziune teritorială
Provincia este divizată în 10 districte (spaniolă: distritos, singular: distrito):
- Colta (Colta)
- Corculla (Corculla)
- Lampa (Lampa)
- Marcabamba (Marcabamba)
- Oyolo (Oyolo)
- Pararca (Pararca)
- Pausa (Pausa)
- San Javier de Alpabamba (San Javier de Alpabamba)
- San José de Ushua (San José de Ushua)
- Sara Sara (Quilcata)

## Grupuri etnice
Provincia este locuită de către urmași ai populațiilor quechua. Quechua este limba care a fost învățată de către majoritatea populației (procent de 50,15%) în copilărie, iar 49,36% dintre locuitori au vorbit pentru prima dată spaniolă. (Recensământul peruan din 2007)